# جوزف گریمالدی

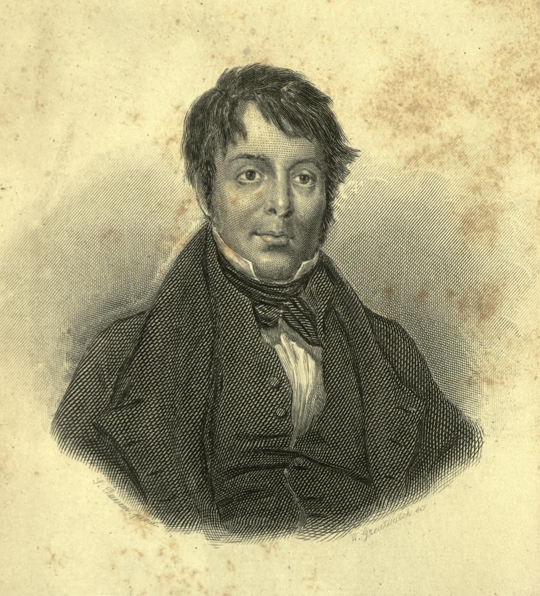
جوزف گریمالدی

جوزف گریمالدی (زاده ۱۸ دسامبر ۱۷۷۸ و درگذشته ۳۱ مه ۱۸۳۷) بازیگر، کمدین و رقصنده اهل انگلستان بود. وی در دوره جانشینی پادشاهی بریتانیا (۱۸۱۱ تا ۱۸۲۰ میلادی) هنرمندی نامدار گردید. وی در اوائل دهه ۱۸۰۰ در حوزه گونه تئاتر دلقک در بریتانیا نقش دلقک را که بخشی از پانتومیم موزیکال کمدی بریتانیا به شمار می‌رفت، توسعه و گسترش داد.